# Patrick Hickey
 Patrick Joseph Hickey (né le 17 juin 1945) est un dirigeant sportif irlandais, membre du Comité international olympique depuis 1995.
Ancien judoka, il préside le Comité olympique irlandais depuis 1989. Il est l'initiateur des Jeux européens.
Le 17 août 2016, il a été arrêté à Rio par la police fédérale brésilienne à la suite d'une affaire de vente illégale de billets, notamment ceux de la cérémonie d'ouverture.